# MacPlay
MacPlay est une entreprise de distribution et d'édition de jeux vidéo pour Macintosh fondée au début des années 1990 par Interplay. À la suite des difficultés financières d'Interplay, en 2000, MacPlay a été rachetée par United Developpers.
La société a depuis sorti des jeux comme Tron 2.0, Battlefield 1942 ou encore, Homeworld 2.